# Soltis Eleonóra
Soltis Eleonóra születési neveː  Rövid Eleonóra (Zenta, 1959. március 1. –) magyar színésznő.

## Életpályája
1959-ben született a vajdasági Zentán. 1982-ben diplomázott az Újvidéki Művészeti Akadémián. 1982-1993 között az Újvidéki Színház tagja volt. 1990-ben játszott a kaposvári Csiky Gergely Színházban is. 1994-től a Veszprémi Petőfi Színház színésznője. Dolgozott a Celldömölki Színészstúdió és a békéscsabai Regionális Színházművészetért Alapítvány Stúdió tanáraként is.
Férje Soltis Lajos színművész volt.

## Fontosabb színházi szerepei
- Anton Pavlovics Csehov: Cseresznyéskert.... Dunyasa
- Sławomir Mrożek: Tangó.... Ala
- Sławomir Mrożek: Mészárszék.... Fuvolaművésznő
- Georg Büchner: Leonce és Léna.... Léna
- Jean Genet: Cselédek.... Claire
- Peter Shaffer: Equus.... Jill Mason
- Bertolt Brecht: Kurázsi mama.... Kattrin
- Bertolt Brecht: Baal.... Johanna
- John Steinbeck: Egerek és emberek.... Curley felesége
- William Shakespeare: Rómeó és Júlia.... szereplő
- Tennessee Williams: A vágy villamosa.... Ápolónő
- Federico García Lorca: Bernarda Alba háza.... Angustias
- Arisztophanész: Lysistrate.... Mürrhiné
- Szophoklész: Oidipusz király ― Oidipusz Kolónoszban.... szereplő
- Tennessee Williams: Az ifjúság édes madara.... szereplő
- Edward Albee: Mindent a kertbe!.... Beryl
- Georges Feydeau: Bolha a fülbe.... Eugénie
- William Somerset Maugham – Nádas Gábor – Szenes Iván: Imádok férjhez menni.... Victoria
- Ray Cooney: Család ellen nincs orvosság.... Mama
- Patrick Hamilton: Gázláng.... Elisabeth
- David Seidler: A király beszéde.... Királyné
- Eric-Emmanuel Schmitt: Diderot, a libertinus.... Diderot felesége
- Giulio Scarnacci – Renzo Tarabusi: Kaviár és lencse.... Chiarelli D’Adda, nagyvilági hölgy
- Luigi Magni – Bernardino Zapponi – Vajda Katalin: Legyetek jók, ha tudtok!.... Harmadik nő
- Joseph Stein – Jerry Bock – Sheldon Harnick: Hegedűs a háztetőn.... Hódel; Mirilla, halárus
- Frederick Loewe - Alan Jay Lerner: My Fair Lady.... Mrs. Eynsford-Hill
- Fred Ebb – Bob Fosse – John Kander: Chicago.... June
- Johann Wolfgang von Goethe: Clavigo.... Marie
- Johann Wolfgang von Goethe: Faust I-II..... Igazgatónő
- Csiky Gergely: Kaviár.... Szakácsné
- Csiky Gergely: A nagymama.... Tímár Karolin
- Mikszáth Kálmán – Benedek András – Karinthy Ferenc: A Noszty fiú esete Tóth Marival.... Répásiné, szomszédasszony
- Nóti Károly – Fényes Szabolcs – Szenes Iván: Nyitott ablak.... Kovácsné
- Kosztolányi Dezső: Édes Anna.... Édes Anna
- Móricz Zsigmond: Pillangó.... Táncos Rébék
- Móricz Zsigmond – Kocsák Tibor – Miklós Tibor: Légy jó mindhalálig.... Gazdasszony
- Móricz Zsigmond: Légy jó mindhalálig.... Doroghy Bella kisasszony
- Molnár Ferenc: Liliom.... Julika
- Molnár Ferenc: Egy, kettő, három.... Posner kisasszony
- Molnár Ferenc: Színház.... Roboz kisasszony
- Molnár Ferenc: A testőr.... A szobalány; A páholyosnő
- László Miklós: Illatszertár... Második hölgy
- Tersánszky Józsi Jenő: Kakukk Marci.... Méltósága
- Karinthy Frigyes: Tanár úr kérem.... Házvezetőnő
- Németh László: Papucshős.... Gabi
- Görgey Gábor: Fejek Ferdinándnak.... Kiss Anna, parasztlány
- Lőkös Ildikó – Kálloy Molnár Péter: A mindenség elmélete.... Isobel,  Stephen anyja
- Szabó Magda – Kocsák Tibor – Somogyi Szilárd – Miklós Tibor: Abigél.... Botosné
- Szigethy Gábor: Bohócparádé.... Bimm
- Kopeczky László: Kádár Kata.... Gyulainé
- Hans Christian Andersen – Pozsgai Zsolt: Hókirálynő.... Négyévszak asszony; Finn asszony; Rablómama
- Asztalos István – Bella István: Szent László.... Siratóasszony
- Lev Nyikolajevics Tolsztoj – Kocsák Tibor – Miklós Tibor: Anna Karenina.... Mjahkaja hercegnő
- Müller Péter – Tolcsvay László – Müller Péter Sziámi: Isten pénze.... Mrs. Fezziwig
- Szurdi Miklós – Szomor György – Valla Attila: Diótörő és Egérkirály.... Királyné; Tanácsosné
- Kálmán Imre: Csárdáskirálynő.... Stázi
- Kálmán Imre: A montmartre-i ibolya.... Margot, fodrász és táncosnő
- Huszka Jenő: Lili bárónő.... Julcsa
- Berté Henrik: Három a kislány.... Felszolgáló; Cukrászné; Vendég
- Szilágyi László – Zerkovitz Béla: Csókos asszony.... Marcsa, szomszédasszony;
- Eisemann Mihály – Halász Imre – Békeffi István: Egy csók és más semmi.... Zöldhelyiné, nő a bíróságon
- Erich Kästner: A két Lotti... Vezetőnő a táborban
- Süle Zsolt – Szűcs László – Tóth Loon: Madarat tolláról.... Sárgarigó dadus
- Weöres Sándor: A Holdbeli csónakos... Temora
- Romhányi József: Hamupipőke.... Szitakötő
- Csukás István: Mirr-Murr, a kandúr.... Háziasszony; Kóbor macska
- Duró Győző: Hófehérke és a hét törpe.... Törpe
- Urbán Gyula: Egerek.... Lidi mama
- Zalán Tibor: Angyalok a tetőn.... Tündér
- Hedry Mária – Radványi Balázs: Kukamese.... Zöldhajú, a természet tündére
- Lévay Szilveszter – Michael Kunze: Mozart!.... Fűszeres
- Topolcsányi Laura – Szomor György: Petőfifjú.... özv. Fogas Józsefné

## Filmek, tv
- Tanár úr kérem - képek a középiskolából (színházi előadás tv-felvétele)
- Műsorvezetés, versmondás az Újvidéki Televízióban
- Vicsek Károly filmjeiben több szerep